# غراب (مقاطعة تشرداول)
غراب (بالفارسية: گراب) هي قرية تقع في قسم هليلان الريفي (مقاطعة تشرداول) في إيران. يقدر عدد سكانها بـ 98 نسمة .